# 1-ша ударна армія (СРСР)
Пе́рша уда́рна а́рмія (1 УдА) — загальновійськова армія у складі Збройних сил СРСР під час Німецько-радянської війни.

## Історія

### Перше формування

#### Командування
- Командувачі:
  - генерал-лейтенант Кузнецов В. І. (листопад 1941 — травень 1942);
  - генерал-лейтенант Романовський В. 3. (травень — листопад 1942);
  - генерал-лейтенант Морозов В. І. (листопад 1942 — лютий 1943);
  - генерал-майор, з жовтня 1943 — генерал-лейтенант Коротков Г. П. (лютий 1943 — квітень 1944);
  - генерал-полковник Чибісов Н. Є. (квітень — травень 1944);
  - генерал-лейтенант Захватаєв Н. Д. (травень 1944 — лютий 1945);
  - генерал-лейтенант Разуваєв В. М. (лютий 1945 — до кінця війни)